# Motín del Oro
Motín del Oro är en ort i Mexiko.   Den ligger i kommunen Aquila och delstaten Michoacán de Ocampo, i den södra delen av landet, 500 km väster om huvudstaden Mexico City. Motín del Oro ligger 13 meter över havet och antalet invånare är 239.
Terrängen runt Motín del Oro är platt västerut, men åt nordost är den kuperad. Havet är nära Motín del Oro åt sydväst.  Närmaste större samhälle är Santa María de Ostula, 19,6 km norr om Motín del Oro.